# Fruit Chan
Fruit Chan, pseudonimo di Chan Gwo (陳果T, 陈果S, Chén GuǒP; Guangdong, 15 aprile 1959), è un regista, sceneggiatore e montatore cinese naturalizzato hongkonghese.

## Biografia
Nato in Cina, a Guangdong, emigra a dieci anni con la famiglia a Hong Kong. Studia regia e sceneggiatura all'Hong Kong Film Culture Center, in seguito interpreta alcuni film, lavora come assistente alla regia e nel 1985 co-dirige La prima missione, interpretato da Jackie Chan. 
Dopo un paio di regie non memorabili, raggiunge la notorietà nel 1997 con Made in Hong Kong, un film indipendente a basso costo, con un cast di giovani interpreti non professionisti, nel quale racconta con crudo pessimismo le vicende autodistruttive di un gruppo di adolescenti. Grazie a questa opera, che viene spesso erroneamente considerata il suo esordio, Chan ottiene numerosi premi in festival internazionali, fra i quali un premio speciale al Festival di Locarno, la Mongolfiera d'oro al Festival des 3 Continents di Nantes e il premio FIPRESCI al Festival di Pusan.
Nel successivo Qùnián yānhuā tèbié duō (The Longest Summer, 1998) affronta il passaggio epocale costituito dall'handover dell'estate 1997, la restituzione di Hong Kong dal Regno Unito alla Cina, già in sottofondo nel film precedente, di cui mostra le conseguenze sociali e psicologiche dal punto di vista di alcuni soldati che hanno servito vent'anni nell'esercito britannico e che ora subiscono una drammatica crisi identitaria. Con Il piccolo Cheung (1999), Pardo d'argento al Festival di Locarno, conclude una sorta di informale trilogia sugli eventi del 1997, osservandoli questa volta ad altezza di bambino.
Durian Durian (2000), presentato in concorso alla 57ª Mostra del cinema di Venezia, si riallaccia al precedente Piccolo Cheung, per l'ambientazione nel povero quartiere di Mong Kok, ed apre un nuovo trittico sugli squilibri e le contraddizioni del post-riunificazione, raccontando della realtà di precarietà e sfruttamento vissuta da due giovani immigrate cinesi ad Hong Kong, l'una prostituta, l'altra lavapiatti. La rappresentazione di miserie e contrasti socio-economici della metropoli cantonese viene ripresa in Xiānggǎng yǒu gè Hélǐhuó (Hollywood Hong Kong, 2001) nel quale, rispetto all'abituale stile naturalistico del regista, si accentuano i toni grotteschi e surreali. Con Public Toilet (2002), sua prima opera in digitale, realizzata in giro per il mondo, da New York a Benares, Chan partecipa per il terzo anno consecutivo alla Mostra di Venezia.
Nel 2004 partecipa al film horror a episodi Three... Extremes con Dumplings, che poi amplia in un vero e proprio lungometraggio.
Dagli anni duemiladieci lavora principalmente come regista di film di cassetta rivolti al mercato della Cina continentale.

## Filmografia

### Regista
- Wǔ gè jìmò de xīn (1991)
- Dà nào Guǎngchānglóng (1993, forse realizzato due anni prima)[2]
- Made in Hong Kong (Xiānggǎng zhì zào) (1997)
- Qùnián yānhuā tèbié duō (1998)
- Il piccolo Cheung (Xìlù Xiáng) (1999)
- Durian Durian (Liúlián piāopiāo) (2000)
- Xiānggǎng yǒu gè Hélǐhuó (2001)
- Public Toilet (Hwajangsil eodieyo?) (2002)
- Dumplings (Jiǎozi), episodio di Three... Extremes (Sāngēng 2) (2004)
- Jiǎozi (2004) - versione estesa del mediometraggio Dumplings, contenuto nel film a episodi Three... Extremes
- Chéngdū, wǒ ài nǐ (2009)
- Don't Look Up (2009)
- Jīngzhé, episodio di Lǐ Bìhuá guǐmèi xìliè: Mílí yè (2013)
- Nà yè língchén, wǒ zuò shàngle Wàngjiǎo kāi wǎng Dàbù de hóng van (2014)
- Móushā sì shuǐ niánhuá (2016)
- Sān fū (2018)
- Jiǔlóng bùbài (2019)
- Duòtāi shī (2019)
- Guǐ tóng nǐ zhù (2021)
- Shīhéng xiōng jiān (2022)

### Sceneggiatore
- Yāo jiē huánghòu, regia di Yonfan (1995)
- Made in Hong Kong (Xiānggǎng zhì zào) (1997)
- Qùnián yānhuā tèbié duō (1998)
- Il piccolo Cheung (Xìlù Xiáng) (1999)
- Durian Durian (Liúlián piāopiāo) (2000)
- Xiānggǎng yǒu gè Hélǐhuó (2001)
- Public Toilet (Hwajangsil eodieyo?) (2002)
- Chéngdū, wǒ ài nǐ (2009)
- Jīngzhé, episodio di Lǐ Bìhuá guǐmèi xìliè: Mílí yè (2013)

### Montatore
- Made in Hong Kong (Xiānggǎng zhì zào) (1997)
- Qùnián yānhuā tèbié duō (1998)
- Il piccolo Cheung (Xìlù Xiáng) (1999)
- Durian Durian (Liúlián piāopiāo) (2000)
- Xiānggǎng yǒu gè Hélǐhuó (2001)
- Public Toilet (Hwajangsil eodieyo?) (2002)
- Dumplings (Jiǎozi), episodio di Three... Extremes (Sāngēng 2) (2004)
- Jiǎozi (2004)
- Táosè, regia di Yonfan (2004)
- Jīngzhé, episodio di Lǐ Bìhuá guǐmèi xìliè: Mílí yè (2013)

### Attore (parziale)
- Wǔ gè jìmò de xīn (1991)
- Jìyuántái qīhào, regia di Yonfan (2019) - voce